# Centre-du-Québec
Centre-du-Québec és una regió administrativa de la província canadenca del Quebec, situada a la riba sud del riu Sant Llorenç. La regió està dividida en 5 municipalitats regionals de comtat (MRC) i 83 municipis.

## Demografia
- Població: 226 856 (2005)
- Superfície: 6 921 km²
- Densitat: 32,8 hab./km²
- Taxa de natalitat: 9,7‰ (2005)
- Taxa de mortalitat: 7,9‰ (2005)

Font: Institut de la statistique du Québec

## Organització territorial
Centre-du-Québec compta amb cinc municipalitats regionals de comtat i un territori equivalent, la reserva índia d'Odanak, enclavada dins el territori de Nicolet-Yamaska, tot i no formar-ne part.

### Municipalitats regionals de comtat
- Arthabaska
- Bécancour
- Drummond
- L'Érable
- Nicolet-Yamaska

### Territoris equivalents
- Reserva índia d'Odanak